# لي فان سون
لي فان سون (بالفيتنامية: Lê Văn Sơn)‏ هو لاعب كرة قدم فيتنامي في مركز ظهير ‏، ولد في 20 ديسمبر 1996 في محافظة هاي ديونغ في فيتنام. شارك مع منتخب فيتنام تحت 20 سنة لكرة القدم ومنتخب فيتنام تحت 23 سنة لكرة القدم. أما مع النوادي، فقد لعب مع نادي هوانغ آنه جيا لاي.

## وصلات خارجية
- لي فان سون على موقع قاعدة بيانات كرة القدم.إي يو (الإنجليزية)
- لي فان سون على موقع Soccerway.com (الإنجليزية)